# Solange Uwituze
 (avril 2023).
La mise en forme du texte ne suit pas les recommandations de Wikipédia : il faut le « wikifier ».
Les points d'amélioration suivants sont les cas les plus fréquents. Le détail des points à revoir est peut-être précisé sur la page de discussion.
- Les titres sont pré-formatés par le logiciel. Ils ne sont ni en capitales, ni en gras.
- Le texte ne doit pas être écrit en capitales (les noms de famille non plus), ni en gras, ni en italique, ni en « petit »…
- Le gras n'est utilisé que pour surligner le titre de l'article dans l'introduction, une seule fois.
- L'italique est rarement utilisé : mots en langue étrangère, titres d'œuvres, noms de bateaux, etc.
- Les citations ne sont pas en italique mais en corps de texte normal. Elles sont entourées par des guillemets français : « et ».
- Les listes à puces sont à éviter, des paragraphes rédigés étant largement préférés. Les tableaux sont à réserver à la présentation de données structurées (résultats, etc.).
- Les appels de note de bas de page (petits chiffres en exposant, introduits par l'outil «  Source ») sont à placer entre la fin de phrase et le point final[comme ça].
- Les liens internes (vers d'autres articles de Wikipédia) sont à choisir avec parcimonie. Créez des liens vers des articles approfondissant le sujet. Les termes génériques sans rapport avec le sujet sont à éviter, ainsi que les répétitions de liens vers un même terme.
- Les liens externes sont à placer uniquement dans une section « Liens externes », à la fin de l'article. Ces liens sont à choisir avec parcimonie suivant les règles définies. Si un lien sert de source à l'article, son insertion dans le texte est à faire par les notes de bas de page.
- La présentation des références doit suivre les conventions bibliographiques. Il est recommandé d'utiliser les modèles {{Ouvrage}}, {{Chapitre}}, {{Article}}, {{Lien web}} et/ou {{Bibliographie}}. Le mode d'édition visuel peut mettre en forme automatiquement les références.
- Insérer une infobox (cadre d'informations à droite) n'est pas obligatoire pour parachever la mise en page.

Pour une aide détaillée, merci de consulter Aide:Wikification.
Si vous pensez que ces points ont été résolus, vous pouvez retirer ce bandeau et améliorer la mise en forme d'un autre article.
 (février 2022).
Solange Uwituze, née en 1975 au Rwanda, est une femme politique rwandaise qui siège au conseil d'administration du Rwanda Development Board (RDB) depuis 2020,. Elle est également directrice générale adjointe chargée de la recherche sur les ressources animales et du transfert de technologie au Rwanda Agriculture Board depuis 2018, en plus d'être membre fondatrice de l'Académie des sciences du Rwanda,,,.

## Carrière
Née  au Rwanda, Solange Uwituze est élevée dans une famille qui parlait principalement le français et elle a souhaité dès son plus jeune âge apprendre l'anglais et l'apprendre aux États-Unis, notamment en raison de l'avancement méritocratique offert aux femmes aux États-Unis[Selon qui ?]. Pendant le génocide rwandais en 1994, plusieurs membres de sa famille ont été tués, dont son père et deux de ses frères, ce qui l'a rendue déterminée à faire quelque chose de sa vie et à avoir un but au-delà de la violence qui s'est produite. Elle a ensuite obtenu une licence à l'Université nationale du Rwanda en 2002 et est restée à l'université en tant que secrétaire académique au département de recherche agricole.
Elle a ensuite obtenu une bourse Fulbright en 2005 qui lui a permis d'aller à l'école doctorale aux États-Unis et elle a passé huit mois à l'Université de Californie à Davis à suivre des cours d'anglais et a passer les tests requis pour la maîtrise de l'anglais avant de pouvoir fréquenter l'école doctorale. Après son attestation, elle a fréquenté l'Université d'État du Kansas où elle a obtenu une maîtrise ès sciences en sciences animales en 2008 et un doctorat en sciences animales en 2011. Ses recherches supérieures ont eu lieu au laboratoire de sécurité alimentaire avant récolte de l'université et elle a mené ses recherches sur les options pour le Rwanda d'améliorer son système agricole avec les terres arables disponibles limitées et le manque de pâturages pour le bétail.
Elle est retournée au Rwanda la même année après avoir obtenu ses diplômes et a rejoint un poste d'enseignante à l'Université du Rwanda avant d'être finalement nommée vice-doyenne puis doyenne de l'université pour le département agricole en 2012. Cela a fait d'elle la première femme doyenne de l'université et elle y a poursuivi son travail jusqu'en 2014, date à laquelle elle est partie pour rejoindre l'Université Makerere d'Ouganda et le programme du Forum régional des universités pour le renforcement des capacités en agriculture (RUFORUM). Le but de cette organisation est de combiner les efforts de 46 universités à travers l'Afrique et de former des étudiants diplômés sur la manière de mener des activités de sensibilisation agricole et d'apporter des avancées en matière de recherche technologique dans différentes parties du continent, sa configuration étant calquée sur le système universitaire de concession de terres. Elle a été chargée à la fois des volets formation et assurance qualité du programme .
Solange Uwituze a également été nommé membre du groupe international Sida (Agence suédoise de coopération internationale au développement) en 2015 afin d'aider à améliorer le programme des programmes agricoles de l'université d'ici trois ans. Dans le même temps, elle a agi avec le Women Leadership Program in Agriculture soutenu par l'Agence des États-Unis pour le développement international (USAID) afin d'augmenter le nombre de femmes rwandaises actives dans l'agro-industrie, Uwituze étant la directrice de projet du programme.
En 2016, elle est devenue membre fondatrice de l' Académie des sciences du Rwanda,.